# Top Thrill 2
De Top Thrill 2 (voorheen Top Thrill Dragster) is een stalen achtbaan in het Amerikaanse attractiepark Cedar Point in Sandusky, Ohio.
De achtbaan werd geopend op 4 mei 2003 en verbrak toen twee records: het was de hoogste achtbaan ter wereld in een volledig circuit en de snelste. In 2005 raakte de stalen achtbaan beide records kwijt aan de achtbaan Kingda Ka. Ook was het de eerste achtbaan hoger dan 400 voet, de eerste achtbaan sneller dan 120 mijl per uur en had het de hoogste val (121,9 m).
De Top Thrill Dragster is ontworpen door de bekende Duitse achtbaanontwerper Werner Stengel. De achtbaan werd gebouwd door Intamin AG. De attractie, die prominent te zien is in het hele park, kan ruim 1000 passagiers per uur verwerken.
In 2024 zou Cedar Point de achtbaan heropenen onder de naam "Top Thrill 2". Hierbij wordt een Triple-Launch segment toegevoegd.

## Geschiedenis
In 2002 kondigde Six Flags (toenmalig "Cedar Fair") de achtbaan "Top Thrill Dragster" aan. Dit was 's werelds eerste Strata-achtbaan. De achtbaan zou een hydraulic-lancering hebben van 193 kilometer per uur.
Op 4 mei 2003 opende de achtbaan van Intamin. De attractie kostte 25 miljoen dollar.
De achtbaan was een enorme grote hit, en verbrak veel records. Ze heeft een topsnelheid van 193 kilometer per uur en maximale hoogte van 128 meter. Tevens was de baan de hoogste en snelste achtbaan ter wereld tot 2005, toen Kingda Ka opende.
In 2021 gebeurde een ongeluk; een metalen plaat van de achtbaan schoot los tijdens een rit, en belandde op het achterhoofd van een vrouw die in de rij stond voor de achtbaan. De vrouw werd met zwaar hoofdletsel naar het ziekenhuis gestuurd en ging door zware operaties. De vrouw heeft permanent hoofdletsel gekregen door dit ongeluk. Six Flags antwoord op dit ongeluk was het sluiten van de baan en een groot onderzoek starten.
Al tijdens dit onderzoek bleek dat de baan ontzettend toe was aan een makeover, en Six Flags ging snel op zoek naar een bedrijf die hier iets aan kon doen. Six Flags ging met Italiaans achtbaanbedrijf Zamperla in zee. Hetzelfde jaar had Zamperla een nieuwe achtbaantrein ontwikkeld; de zogenaamde "Lightning Trains". Six Flags was erg onder de indruk en besloot hierdoor het bedrijf in te zetten.
Na 2 jaar van speculatie over wat er zou gebeuren met deze achtbaan, kwam Six Flags tot een besluit. Op 1 augustus 2023 kondigde Six Flags "Top Thrill 2" aan. Hierbij werd het oude, onbetrouwbare lanceersysteem vervangen door een LSM "Swing-launch" systeem. Dit betekent dat de trein met een mindere snelheid de 128 meter hoge "Top Hat" naderde, waardoor de trein het element niet haalt en achteruit gaat. Hierdoor gaat de trein nogmaals de lancering in, maar dit keer schiet hij de lucht in op de 121 meter hoge "Spike", een doodlopende verticaal stuk baan. Na dit element gaat de trein weer de lancering in, waardoor hij de maximale snelheid van 193 kilometer per uur haalt.
De openingsdatum van Top Thrill 2 is nog niet aangekondigd, maar gaat naar verwachting rond mei 2024 plaatsvinden.

## Baanverloop
Nadat je het station verlaat, kom je op een bloksectie stuk. Hier wacht je totdat de trein voor je het stuk baan voor je heeft verlaten. Nadat dit is gebeurd, wisselt een stuk baan om waardoor de trein richting de lancering kan rijden. Als de trein op het lanceerstuk staat, wordt dit stuk baan weer omgewisseld. Na dit kan de rit beginnen.
De eerste lancering weet de trein maar voor de helft van het top hat-element te krijgen. Hierdoor gaat de trein achteruit en word je gelanceerd met 160 kilometer per uur naar achteren op de verticale "Spike". De derde lancering laat je met 193 kilometer per uur opnieuw richting de top hat gaan, dit keer haalt de trein het element volledig en na dit element komen de remmen en is de rit afgelopen.
Top Thrill 2 duurt ongeveer 1 minuut.

## Gegevens
- De Top Thrill Dragster versnelt van 0 naar 193 km/u in 3,8 seconden.
- De 128 meter hoge attractie was de 16e achtbaan in Cedar Point.
- De achtbaan kostte ongeveer 25 miljoen dollar.